# عباس‌لی
عباس‌لی (به لاتین: Abbaslı) در جمهوری آذربایجان با جمعیت ۲٬۹۷۰ نفر است که در شهرستان شمکیر واقع شده‌است.